# Leucopogon spectabilis
Leucopogon spectabilis är en ljungväxtart som beskrevs av Hislop och A.R.Chapm. Leucopogon spectabilis ingår i släktet Leucopogon och familjen ljungväxter. Inga underarter finns listade i Catalogue of Life.